# Cavernularia (cnidaire)
Genre
Cavernularia est un genre de vérétilles, des animaux de l'ordre des Pennatulacea.

## Systématique
Le genre Cavernularia a été créé en 1850 par Achille Valenciennes dans une publication d’Henri Milne Edwards et Jules Haime.
Ne pas confondre ce genre avec Cavernularia Degel., 1937, un genre de lichens de la famille des Parmeliaceae.

## Liste d'espèces
- Cavernularia capitata Williams, 1989
- Cavernularia chuni Kükenthal & Broch, 1911
- Cavernularia clavata Kükenthal & Broch, 1911
- Cavernularia dayi Tixier-Durivault, 1954
- Cavernularia dedeckeri Williams, 1989
- Cavernularia elegans (Herklots, 1858)
- Cavernularia glans Kölliker, 1872
- Cavernularia habereri Moroff, 1902
- Cavernularia kuekenthali Lopez Gonzalez, Gili & Williams, 2000
- Cavernularia lutkenii Kölliker, 1872
- Cavernularia malabarica Fowler, 1894
- Cavernularia mirifica Tixier-Durivault, 1963
- Cavernularia obesa Valenciennes in Milne Edwards & Haime, 1850
- Cavernularia pusilla (Philippi, 1835)
- Cavernularia subtilis Tixier-Durivault & Lafargue, 1968
- Cavernularia vansyoci Williams, 2005

## Publication originale
- H. Milne Edwards, Jules Haime, A monograph of the British fossil corals (œuvre écrite), Inconnu, Londres, 1850, [lire en ligne].